# 1951-es magyar asztalitenisz-bajnokság
Az 1951-es magyar asztalitenisz-bajnokság a harmincnegyedik magyar bajnokság volt. A bajnokságot április 27. és 30. között rendezték meg Budapesten, a Nemzeti Sportcsarnokban.

## Eredmények
| Versenyszám  | Arany                                                             | Arany | Ezüst                                                     | Ezüst | Bronz                                                            | Bronz |
| ------------ | ----------------------------------------------------------------- | ----- | --------------------------------------------------------- | ----- | ---------------------------------------------------------------- | ----- |
| Férfi egyéni | Sidó Ferenc Bp. Honvéd                                            |       | Kóczián József Bp. Dózsa                                  |       | Szepesi Kálmán Bp. Vörös Meteor                                  |       |
| Női egyéni   | Gervainé Farkas Gizella Bp. Vörös Meteor                          |       | Jávorné Kárpáti Rózsi Bp. Szikra                          |       | Sági Edit Bp. Lokomotív                                          |       |
| Férfi páros  | Sidó Ferenc, Kóczián József Bp. Honvéd, Bp. Dózsa                 |       | Gyetvai Elemér, Csender Jenő Bp. Építők, Bp. Petőfi       |       | Farkas József, Szepesi Kálmán Bp. Vörös Meteor                   |       |
| Női páros    | Gervainé Farkas Gizella, Király Ilona Bp. Vörös Meteor            |       | Sági Edit, Sólyom Ilona Bp. Lokomotív, Fáklya Antenna     |       | Jávorné Kárpáti Rózsi, Mezei Erzsébet Bp. Szikra, Fáklya Antenna |       |
| Vegyes páros | Sidó Ferenc, Gervainé Farkas Gizella Bp. Honvéd, Bp. Vörös Meteor |       | Szepesi Kálmán, Sági Edit Bp. Vörös Meteor, Bp. Lokomotív |       | Csender Jenő, Sólyom Ilona Bp. Petőfi, Fáklya Antenna            |       |